# Orangebröstad tangara
Orangebröstad tangara (Lanio fulvus) är en fågel i familjen tangaror inom ordningen tättingar.

## Utseende och läte
Hane orangebröstad tangara är en brandgul fågel med svart på huvud och vingar, lite påminnande om en Icterus-trupial. Honan är mer färglös och kan lätt förväxlas med andra arter, men kännetäcknas av mörkare ockrafärgad buk och övergump samt krokförsedd näbb. Arten är ganska ljudlig och låter höra både ett upprepat "cheer" och ett plötsligt skallrande läte.

## Utbredning och systematik
Orangebröstad tangara förekommer i norra Sydamerika. Den delas in i två underarter med följande utbredning:
- Lanio fulvus peruvianus – förekommer från södra Colombia (öster om Anderna) till östra Ecuador och nordöstra Peru
- Lanio fulvus fulvus – förekommer i södra Venezuelas gräns mot Guyana och norra Amazonområdet i Brasilien

## Levnadssätt
Ockrabröstad tangara bebor regnskog i låglänta områden och lägre bergstrakter. Den ses nästan alltid i stora kringvandrande artblandade flockar.

## Status och hot
Arten har ett stort utbredningsområde, men tros minska i antal, dock inte tillräckligt kraftigt för att den ska betraktas som hotad. Internationella naturvårdsunionen IUCN listar arten som livskraftig (LC).